# Galassia Baby Boom
La Galassia Baby Boom (EQ J100054+023435) è una galassia starburst osservabile nella costellazione del Sestante. Distante 12,2 miliardi di anni luce dal sistema solare, è stata scoperta dal Centro Scientifico Spitzer della NASA dell'Istituto di Tecnologia della California. La galassia è famosa per essere la galassia starburst più brillante dell'universo distante, essendo la sua brillantezza una misura del suo tasso estremo di formazione stellare.

## Scoperta e formazione
L'annuncio della scoperta di questa galassia è stato dato il 3 giugno 2008 da un gruppo di ricerca congiunto di diversi centri di tutto il mondo.
Una spaventosa quantità di nuove stelle in formazione è stata scoperta dagli astronomi in questa galassia. Se ne formerebbero da mille a quattromila ogni anno, in contrapposizione alla nostra Via Lattea che annovera una formazione di appena dieci stelle annue.
Questa scoperta rivoluziona il concetto per cui le galassie si formerebbero lentamente, per aggregazione ed assorbimento: (Modello gerarchico), partendo da piccole strutture per aumentare via via con il tempo. Invece nella "Baby Boom" il processo è straordinariamente veloce.
Il tutto è nato dalle osservazioni degli astronomi che hanno utilizzato l'Hubble Space Telescope, il Subaru Telescope e nelle Hawaii a Mauna Kea, registrando le immagini della galassia nel visibile. Successivamente ne è arrivata conferma da coloro che utilizzavano il telescopio Spitzer e il James Clerk Maxwell Telescope osservando le immagini nell'infrarosso e nella lunghezza d'onda submillimetrica; confermando che si è in presenza di una moltitudine di stelle molto giovani che emettono nell'ultravioletto, questa radiazione viene assorbita dalle polveri circostanti che riemettono nell'infrarosso e nelle lunghezze submillimetriche.
L'utilizzo del telescopio Keck ha stabilito che la distanza della galassia risulterebbe di 12,3 miliardi di anni luce, ed è quindi come se osservassimo l'Universo quando questo aveva appena un'età di 1,3 miliardi di anni.
Con l'attuale velocità di formazione stellare si può ben pensare che entro breve tempo, circa 50 milioni di anni, Baby Boom aumenterà notevolmente le proprie dimensioni fino ad arrivare a quelle delle maggiori galassie conosciute.
Il problema è quello per cui abbiamo sottomano un caso particolare, oppure questa è la norma della formazione delle galassie durante i primordi di vita dell'Universo?
In ogni caso stiamo assistendo in diretta alla costruzione di un'enorme galassia ellittica.